# Troïka (hippomobile)
Pour les articles homonymes, voir Troïka.

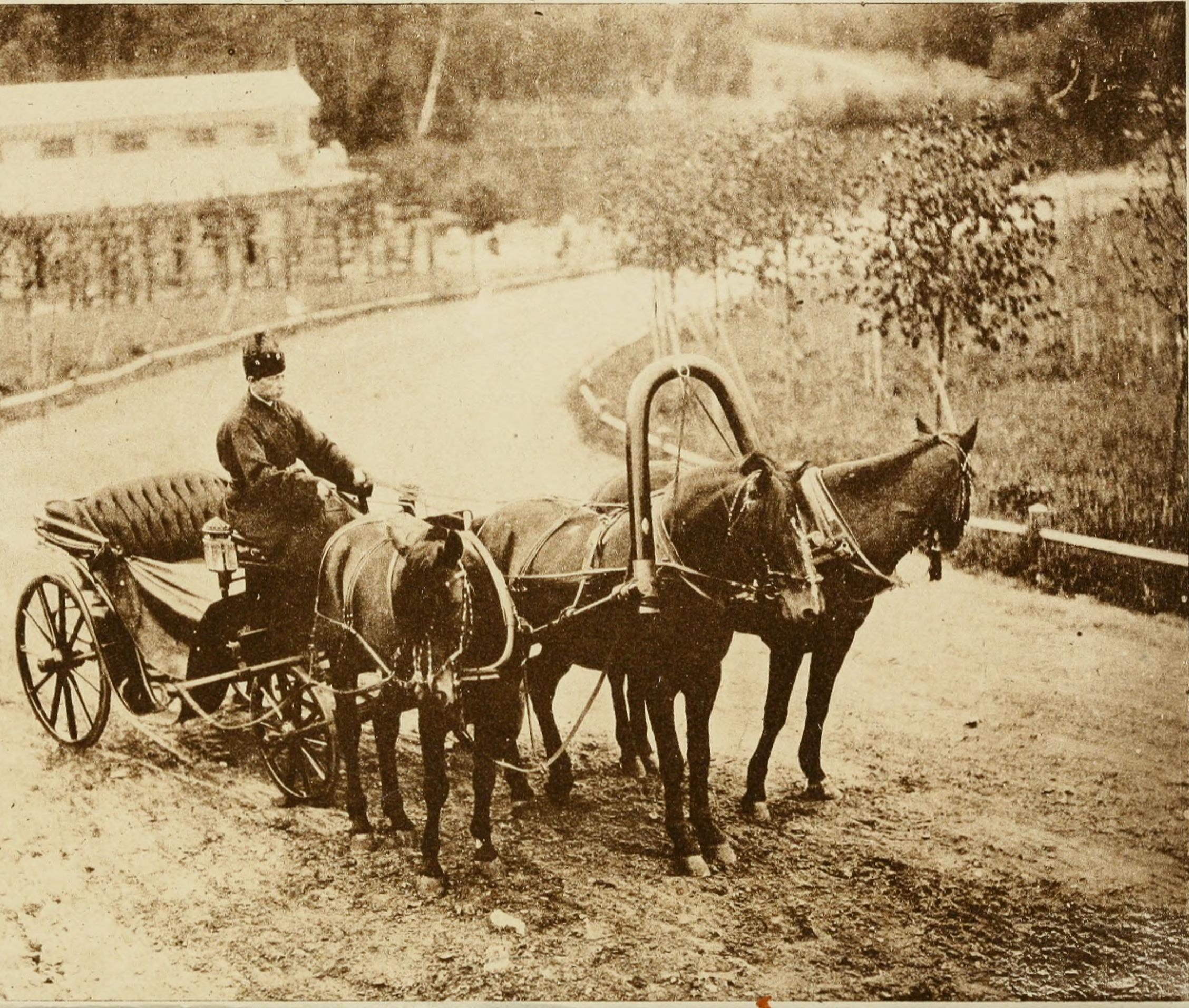
Une troïka (photo du XIXe siècle publiée en 1912).

La troïka (en russe : тройка), mot formé sur le nombre trois en russe (littéralement troïka lochadiey : « le trio de chevaux »), est soit une voiture hippomobile, soit un traîneau sur patins, dont l'attelage nécessite trois chevaux. 
C'est le seul attelage connu dont les chevaux, lorsqu'ils sont lancés, ont différentes allures : Le korennik, ou « limonier » en français, est le cheval central qui marche au trot, tandis que les chevaux de côté, ou « bricoliers », vont au galop. Le cheval de droite galope à gauche et le cheval de gauche galope à droite. Ainsi l'attelage peut atteindre 45 à 50 km à l'heure, ce qui était un avantage autrefois pour les grandes distances de Russie. D'autre part les chevaux se fatiguaient moins vite, car le korennik, plus fort, donnait le rythme de l'allure. En hiver, la voiture (ou caisse) était portée sur patins, ce qui augmentait la vitesse sur la neige. Un arc en bois, souvent décoré, où sont suspendues des grelots qui font office d'avertisseur sonore, le (ou la) douga, en russe "дуга", est attaché aux deux brancards et passe au-dessus de la tête du limonier.

## Histoire
La troïka est apparue vers le XVIIe siècle en Russie et servait de moyen de locomotion entre les relais de poste. Lorsqu'elle était couverte, on lui donnait alors le nom de kibitka. Autrefois, il fallait être au moins trois passagers pour utiliser trois chevaux, un seul ou deux passagers n'avaient le droit qu'à une paire de chevaux.
À l'époque de la Russie impériale, la noblesse et la bourgeoisie fortunée aimaient que leur troïka soit menée en plus du cocher par un postillon en livrée. Le peuple louait aussi des troïkas décorées pour les grandes fêtes religieuses et les mariages. La troïka faisait partie du paysage russe, aussi bien en ville qu'à la campagne. Elle devint très vite le moyen de locomotion principal des paysans. Les chevaux en général ne payaient pas de mine, mais ils étaient endurants, comme le viatka qui ne fait pas plus d'1,45 m au garrot. Les gens fortunés, eux, préféraient les trotteurs orloff d'un gris pommelé élégant. 
L'hippodrome de Moscou fut le premier à organiser des courses de troïkas à partir des années 1840. On en fit aussi à Londres pendant l'exposition universelle de 1911.
Des jumelages de concours de troïkas sont organisés chaque année depuis 2000 entre l'hippodrome de Vincennes et celui de Moscou.

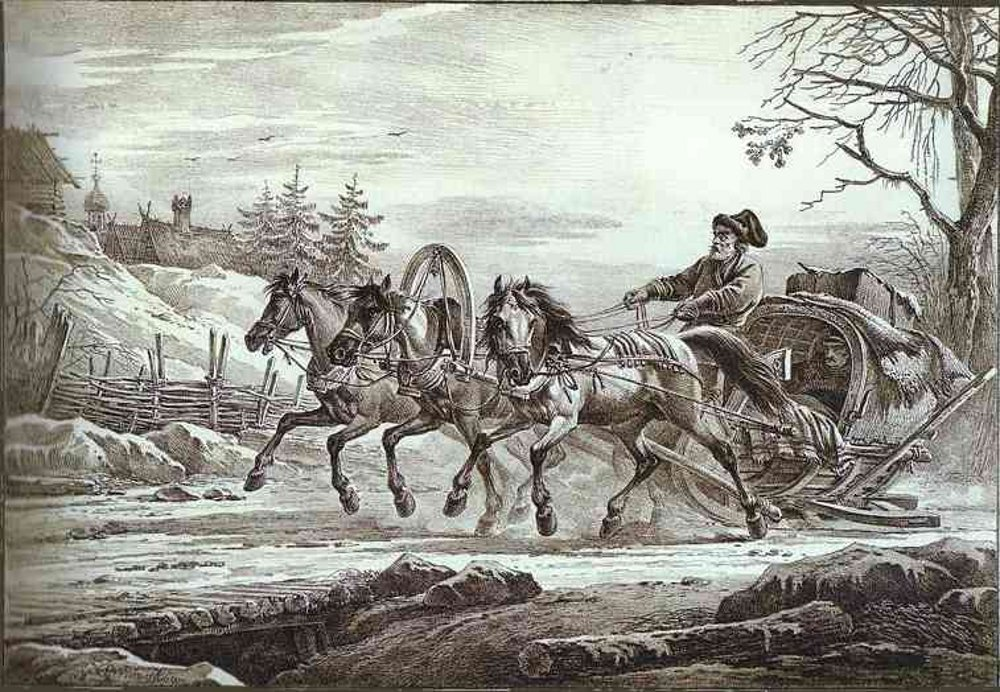
Une troïka kibitka, lithographie au musée de l'Ermitage de Saint-Pétersbourg (1819).
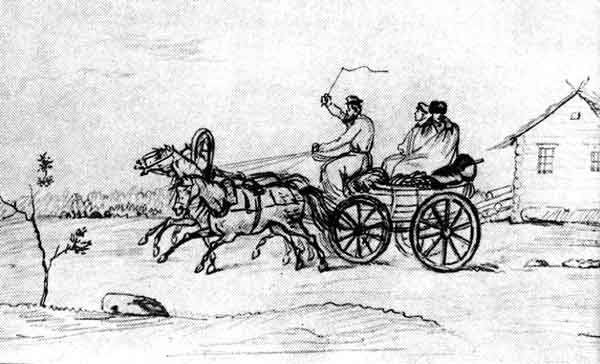
Troïka sortant d'un village, dessin de Mikhaïl Lermontov (années 1830).
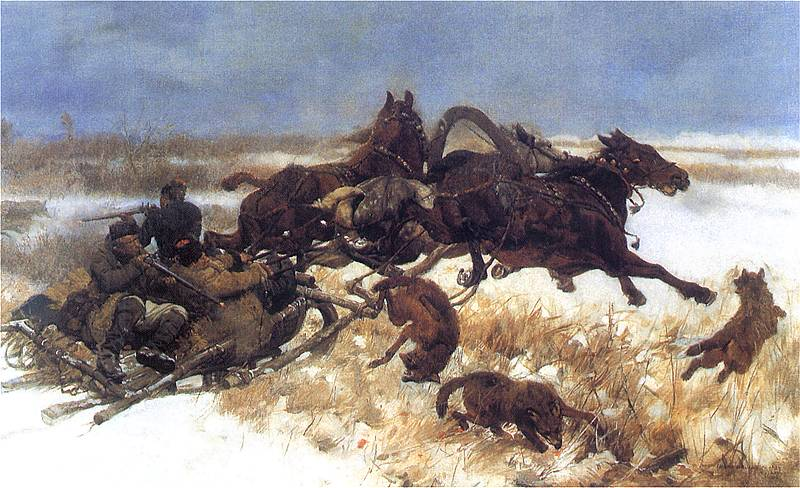
L'Attaque des loups, Józef Chełmoński, 1883.